# Mimoun Abdoul Wahab
Mimoun Abdoul Wahab (* 1. April 2004) ist ein belgischer Sprinter und Hürdenläufer, der sich auf die 400-Meter-Distanz spezialisiert hat.

## Sportliche Laufbahn
Erste internationale Erfahrungen sammelte Mimoun Abdoul Wahab im Jahr 2022, als er bei den U20-Weltmeisterschaften in Cali in 50,20 s den sechsten Platz im 400-Meter-Hürdenlauf belegte. Im Jahr darauf schied er bei den U20-Europameisterschaften in Jerusalem mit 54,99 s im Halbfinale aus und 2025 wurde er bei der 2. Liga der Team-Europameisterschaft in Maribor in 50,23 s Zweiter hinter dem Slowaken Patrik Dömötör. Anschließend schied er bei den U23-Europameisterschaften in Bergen mit 50,24 s im Halbfinale aus, ehe er bei den World University Games in Bochum sowohl mit der Männerstaffel als auch mit der Mixed-Staffel über 4-mal 400 Meter den siebten Platz belegte.
2024 wurde Abdoul Wahab belgischer Meister im 400-Meter-Hürdenlauf.

## Persönliche Bestleistungen
- 400 Meter: 48,34 s, 6. Juli 2024 in Spa
  - 400 Meter (Halle): 47,92 s, 25. Januar 2025 in Louvain-la-Neuve
- 400 m Hürden: 49,57 s, 17. Juli 2025 in Bergen